# Geoffrey Gurrumul Yunupingu

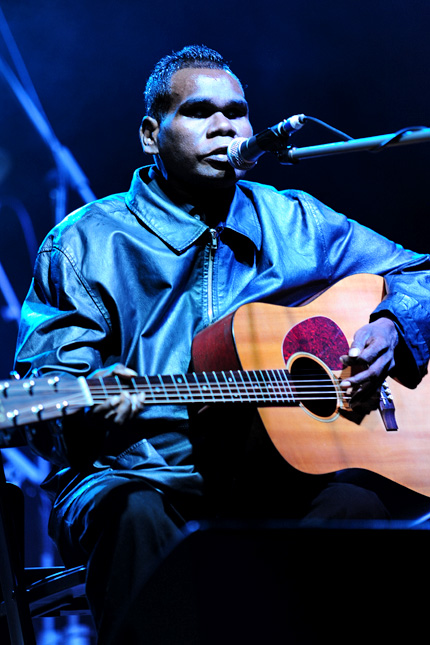
Gurrumul på West Coast Blues & Roots Festival 2011

Geoffrey Gurrumul Yunupingu, född 22 januari 1971 i Galiwin'ku, Elcho Island i Australien, död 25 juli 2017 i  Darwin, var en australisk sångare.
Gurrumul Yunupingu var den äldsta av fyra söner till Ganyinurra (Daisy) and Nyambi (Terry) Yunupingu, och växte upp i Arnhem Land i norra Australien, omkring 530 kilometer öster om Darwin. Han tillhörde Gumatjklanen inom yolngufolket och hans mor kom från Galpufolket. Han föddes blind och lärde sig aldrig brailleskrift, hade ingen ledarhund och använde inte en vit käpp. Han växte upp i aboriginerbosättningen Nayingburra på Elcho Island. Han lärde sig spela på leksakspiano och ackordeon på egen hand vid fyra års ålder. Eftersom gitarren var till för högerhänta och han själv var vänsterhänt, spelade han på gitarren upp och nervänd, en vana som han behöll livet ut. Han slutade skolan vid tolv års ålder och ägnade sig i stället intensivt åt musik i en onkels orkester. Så småningom bildade han sitt eget "Saltwater Band" och fick musikern Michael Hohnen som mecenat.
Hans första soloalbum Gurrumul 2008, med Michael Hohnen som producent, hade stor och omedelbar framgång.
Han genomförde en turné i USA 2015, och gav ut sitt tredje studioalbum The Gospel Album i juli samma år.
Han stödde med sina inkomster en stiftelse för utbildning av barn i aboriginers historia på Elcho Island. 
Han var med i bandet Yothu Yindi. 

## Diskografi
- Gurrumul (2008)
- Rrakala (2011)
- The Gospel Album (2015)
- Live in Darwin, Australia (2010)
- His Life and Music